# Pycnandra bourailensis
Pycnandra bourailensis är en tvåhjärtbladig växtart som beskrevs av Swenson och Jérôme Munzinger. Pycnandra bourailensis ingår i släktet Pycnandra och familjen Sapotaceae. Inga underarter finns listade i Catalogue of Life.